# Dendrobiinae
Dendrobiinae es una subtribu de la subfamilia Epidendroideae perteneciente a la familia de las orquídeas.
El nombre se deriva del género Dendrobium.
La subtribu incluye hasta nueve géneros con alrededor de 1360 especies epífitas, rara vez orquídeas de hábito terrestre, con o sin pseudobulbos, a menudo con flores vistosas, de áreas tropicales de Asia y Australasia.

## Géneros
- -     - Anisopetala  - Aporum  - Callista  - Ceraia  - Coelandria  - Dendrobium s.s.  - Distichorchis  - Eurycaulis  - Pedilonum